# Ermelinde Wertl
Ermelinde Wertl – auch Linde Wertl – (* 27. März 1934 in Guggenbach (Ortsteil von Übelbach, Österreich); † Juli 2004 in Wien) war eine österreichische Tischtennisspielerin. Sie gewann in den 1950er Jahren viermal Silber bei Weltmeisterschaften.

## Werdegang
Wertl wurde im Tischtennisverein Guggenbach von Josef Fähnrich, dem damaligen Vizepräsidenten des Tischtennisverbandes Steiermark, entdeckt und gefördert. Bei diesem Verein blieb sie bis 1951, danach ging sie nach Wien. 1950 gewann sie erstmals die österreichische Meisterschaft. Im gleichen Jahr erreichte sie bei den Internationalen Tischtennis-Meisterschaften von England das Halbfinale. Anfang 1951 gab sie ihr Debüt in der Nationalmannschaft. Im Länderkampf gegen Deutschland besiegte sie Hilde Bussmann. Ab 1951 wurde sie von dem Jugoslawen Tibor Harangozo betreut.
Von 1950 bis 1955 wurde Wertl für alle sechs Weltmeisterschaften nominiert. Bei der WM 1951 gewann sie Silber mit der Mannschaft und im Mixed. Weitere Silbermedaillen holte sie 1953 mit dem Team Österreichs und 1955 im Einzel. Insgesamt bestritt Wertl 35 Länderspiele, wobei sie 34 Spiele gewann und 10 verlor.
In der ITTF-Weltrangliste belegte sie 1954 Platz drei, in der nationalen österreichischen Rangliste wurde sie 1957/58 auf Platz eins geführt. 1957 kündigte sie das Ende ihrer aktiven Laufbahn an, Mitte 1958 feierte sie aber ein Comeback, als sie ein Turnier in Leningrad und die Meisterschaft von Österreich gewann. In den frühen 1980er Jahren versuchte sie noch ein Comeback beim Wiener SV Sozialministerium, ihre Spielstärke hatte aber deutlich nachgelassen.

## Privat
Nach ihrem Umzug nach Wien 1951 kam Wertl bei dem in österreichischen Tischtenniskreisen bekannten Ehepaar Anita und Heinrich Nitschmann unter. Sie arbeitete als Sekretärin bei der Semperit AG. Anfang August 1954 heiratete sie einen Mediziner und trat danach unter dem Namen Wertl-Rumpler auf. 1957 wurde ein Sohn namens Herbert geboren.
2004 verstarb Wertl in Wien, ihre Leiche wurde eingeäschert.
Ihre Pokale und Medaillen wurden in das Wiener „Tischtennis-Center“, die älteste Tischtennishalle Europas (1080, Lange Gasse 69), gebracht (früher Heitzmann- bzw. Trude Pritzi-Halle).

## Erfolge
- Weltmeisterschaften
  - 1950: Platz 7 mit der Mannschaft
  - 1951: Viertelfinale im Einzel und Doppel, Silber im Mixed (mit Vilim Harangozo, Jugoslawien), Silber mit der Mannschaft
  - 1952: Halbfinale im Einzel und Doppel (mit Helen Elliot, Schottland), Viertelfinale im Mixed, Platz 4 mit der Mannschaft
  - 1953: Viertelfinale im Einzel, Halbfinale im Doppel (mit Kathleen Best, England), Silber im Mixed (mit Žarko Dolinar, Jugoslawien), Platz 3 mit der Mannschaft
  - 1954: Halbfinale im Mixed (mit Žarko Dolinar, Jugoslawien), Platz 4 mit der Mannschaft
  - 1955: Silber im Einzel, Viertelfinale im Doppel, Platz 4 mit der Mannschaft
- Internationale Meisterschaften
  - 1951 Belgien: Sieg im Einzel
  - 1952 England: Sieg im Einzel
  - 1953/54 Jugoslawien: Sieg im Einzel
  - 1953/54 Österreich: Sieg im Einzel
  - 1953/54 England: Sieg im Einzel
  - 1953/54 Frankreich: Sieg im Einzel
  - 1953/54 Belgien: Sieg im Einzel
  - 1943/54 Deutschland: Platz 2 im Einzel und im Doppel (mit Trude Pritzi)

- Siege bei den Nationalen Meisterschaften von Österreich
  - 1949: Doppel mit Gertrude Wutzl
  - 1950: Einzel, Doppel mit Gertrude Wutzl
  - 1951: Doppel mit Gertrude Wutzl
  - 1952: Doppel mit Gertrude Wutzl
  - 1953: Doppel mit Gertrude Wutzl
  - 1954: Einzel
  - 1956: Einzel, Doppel mit Gertrude Hübl, Mixed mit Heribert Just
  - 1958: Einzel, Doppel mit Stoiber
  - 1961: Doppel mit Hedwig Wunsch
  - 1962: Mixed mit Werner Zezula

## Turnierergebnisse
| Verband | Veranstaltung     | Jahr | Ort      | Land | Einzel        | Doppel        | Mixed         | Team |
| ------- | ----------------- | ---- | -------- | ---- | ------------- | ------------- | ------------- | ---- |
| AUT     | Weltmeisterschaft | 1955 | Utrecht  | NED  | Silber        | Viertelfinale | letzte 16     | 4    |
| AUT     | Weltmeisterschaft | 1954 | Wembley  | ENG  | letzte 16     | letzte 64     | Halbfinale    | 4    |
| AUT     | Weltmeisterschaft | 1953 | Bukarest | ROU  | Viertelfinale | Halbfinale    | Silber        | 3    |
| AUT     | Weltmeisterschaft | 1952 | Bombay   | IND  | Halbfinale    | Halbfinale    | Viertelfinale | 4    |
| AUT     | Weltmeisterschaft | 1951 | Wien     | AUT  | Viertelfinale | Viertelfinale | Silber        | 2    |
| AUT     | Weltmeisterschaft | 1950 | Budapest | HUN  | letzte 64     | letzte 16     | letzte 32     | 7    |